# Ölands runinskrifter 24
Ölands runinskrifter 24 är en försvunnen vikingatida runsten som fanns på Stenåsa kyrkogård, Stenåsa socken och Mörbylånga kommun. Stenen ska vara en kalkstenshäll som legat på en grav söder om Stenåsa kyrka.

## Inskriften
Translitterering av runraden:
[...---- (i)--iʀ × otryk × br(u)... ... ...-þni × lit × raisa · aftiʀ · ...-n sin hi... ...]
Normalisering till runsvenska:
... æ[ft]iʀ Otrygg, bro[ður] ... [Gu]ðny(?) let ræisa æftiʀ [su]n(?) sinn. Hi[alpi](?) ...
Översättning till nusvenska:
... efter Otrygg, sin broder, ... Gudny(?) lät resa efter sin son. (Gud) hjälpe(?) ...